# Lindyhop

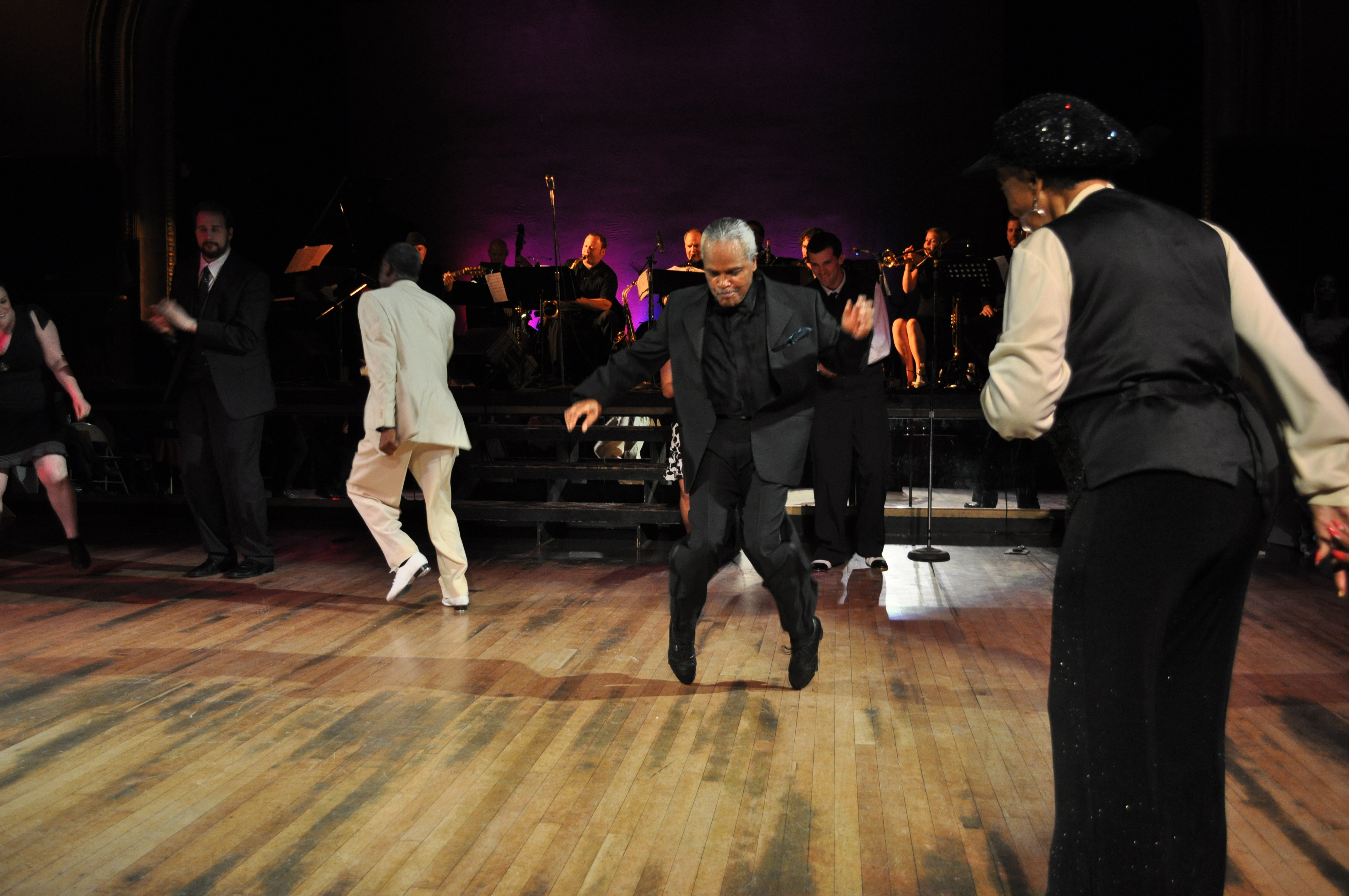
Lindyhop in Sacramento, Californië (2006)

Lindyhop is een Afro-Amerikaanse dans die ontstond in het stadsdeel Harlem in de Amerikaanse stad New York aan het eind van de jaren 1920 en begin jaren 1930. Het is een samensmelting van vele verschillende dansen, maar voornamelijk gebaseerd op jazzdans, tapdansen en de charleston. De ontwikkeling van lindyhop ging samen op met de ontwikkeling van de jazz. Om die reden wordt de term swing zowel voor deze dansstijl gebruikt als voor de jazzstijl waarop wordt gedanst. De dans in de grote danszalen van Harlem, de Savoy Ballroom en de Cotton Club, gedanst op de muziek van onder anderen Louis Armstrong en Ella Fitzgerald.
In lindyhop worden solo- en partnerdansen gecombineerd en de dans bevat zowel veel improvisatie als meer formele elementen, vergelijkbaar met de muziek waarop wordt gedanst. De basisbeweging, de 'swing-out', bestaat deels uit een stuk gesloten danshouding, waarbij man en vrouw samen dansen (iets wat in Afrikaanse dansen gewoonlijk niet was toegestaan) en uit een stuk open danshouding waarin voor beide dansers ruimte is voor improvisatie.
Toen Charles Lindbergh in 1927 voor het eerst solo non-stop de Atlantische Oceaan overvloog, van New York naar Parijs, kopten de kranten: Lucky Lindy hops Atlantic. Hieruit zou de naam lindyhop zijn ontstaan.
De dans werd buiten Harlem bekend als de jitterbug, deze zou later leidden tot nieuwe vormen als rock-'n-roll en boogiewoogie.